# Sylvilagus insonus
O Coelho-de-Omilteme (Sylvilagus insonus) é um leporídeo encontrado apenas na Serra Madre do Sul, no estado de Guerrero, México. É considerado em grande perigo de extinção devido à perda do habitat, caça predatória e à restrita distribuição. Não é visto desde o início da década de 1960.